# Vaughnictis
Vaughnictis is een geslacht van uitgestorven tetrapoden dat behoort tot de Caseasauria. Het leefde in het Vroeg-Perm (Asselien-Sakmarien, ongeveer 295 - 294 miljoen jaar geleden) en zijn fossiele overblijfselen zijn gevonden in Noord-Amerika.

## Naamgeving
Het fossiel van Vaughnictis smithae werd in 1953 door Peter Paul Vaughn gevonden in San Miguel County in Colorado in bodems uit het Vroeg-Perm. Het is in 1965 door Vaughn benoemd als een tweede soort van de varanopide Mycterosaurus: Mycterosaurus smithae (Lewis en Vaughn, 1965). De soortaanduiding eert wijlen mevrouw Stockton Smith die in 1953 het opgravingsteam gastvrij kost en onderdak geboden had. 
In 2016 bracht een nieuw onderzoek van de fossiele resten met behulp van een synchrotron-scan enkele details van de morfologie van het skelet van dit dier aan het licht. Dit wees uit dat de soort niet direct aan Mycterosaurus verwant was; een apart geslacht Vaughnictis werd benoemd door Neil Brocklehurst, Robert R. Reisz, Vincent Fernandez en Jörg Fröbisch. De geslachtsnaam eert Vaughn en verbindt zijn naam met een Grieks ἴκτις, "wezel"; men verklaarde de naam echter als "beet", wat ictus is in het Latijn.

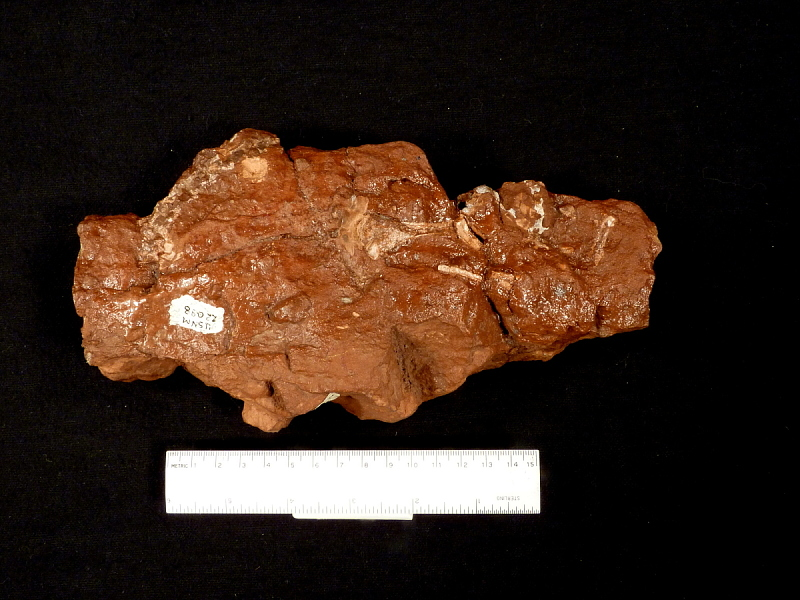
Het postcraniaal skelet

Vaughnictis is bekend van een onvolledig skelet, holotype MCZ 2985, voldoende om een reconstructie mogelijk te maken. Het omvat de schedel, een reeks van zes ruggenwervels, ribben, een linkerdijbeen, een linkerscheenbeen en enkele botfragmenten. Het werd gevonden in een knol. Specimen USNM 22098 werd in 1965 toegewezen, een dijbeen en zeven wervels.

## Beschrijving
Vaughnictis was ongeveer een halve meter lang. Hij was voorzien van een schedel met grote oogkassen en een ongewoon klein slaapvenster, vooral in vergelijking met andere vergelijkbare dieren zoals Oedaleops en Eothyris. Het post-temporale gebied was langwerpig en het suborbitale uitsteeksel van het jukbeen was erg hoog; bovendien bezat dit dier een postfrontale zo lang als het wandbeen en vooral een squamosum met een groot anterodorsaal uitsteeksel (groter dan dat van Eothyris). De postorbitale balk was breed, met merkbare overlap tussen het postorbitale en het jukbeen, zoals bij Eothyris, maar in tegenstelling tot de overigens vergelijkbare Oedaleops. Het bovenkaaksbeen bezat een zeer grote achterste extensie van de achterste tak, die de achterste rand van het slaapvenster bereikte. Bovendien waren de tanden in het verhemelte ongewoon groot in vergelijking met die van andere "pelycosauriërs".

## Fylogenie
Vaughnictis werd geplaatst in de eothyrididen, een groep archaïsche pelycosauriërs, nauw verwant aan de bekende caseïden maar met carnivore of insectivore gewoonten. In het bijzonder ontbraken bij Vaughnictis veel varanopide kenmerken, zoals een slank dijbeen, gebogen en zijdelings samengedrukte tanden en een lateraal uitsteeksel op het postorbitale. Daarentegen had Vaughnictis tanden op het coronoïde, een groot supratemporaal bot en een groot foramen pineale halverwege het wandbeen: alle kenmerken die worden aangetroffen bij eothyrididen.